# Polaris (Schiff, 2016)
Die Polaris ist ein finnischer Eisbrecher, der 2015/16 auf der Werft Arctech Helsinki Shipyard für die finnische Verkehrsbehörde gebaut wurde. Das Schiff begann die Erprobungen am 22. April 2016.

## Ausschreibung
Die technischen Anforderungen wurden in einem Ausschreibungstext der finnischen Verkehrsbehörde am 11. Februar 2013 veröffentlicht. Danach muss der neue Eisbrecher den 2013 im Dienst befindlichen, stärksten finnischen Eisbrechern in Bezug auf die Eisbrechfähigkeit mindestens gleichwertig sein (Eisklasse PC 4+). In der Ausschreibung wurden u. a. auch die verschiedenen Bedingungen der Eisbrechfähigkeit dokumentiert.

## Schiffsbeschreibung
Die Polaris entstand als Baunummer 510 auf der Werft Arctech Helsinki Shipyard in Finnland zum Preis von 125 Mio. Euro. Das Schiff ist 110 Meter lang und rund 24 Meter breit, der Tiefgang beträgt maximal 8 Meter. Die Besatzung besteht aus 16 Personen.
Die dieselelektrische Anlage besteht aus insgesamt sieben Dieselgeneratoren, davon zwei Wärtsilä 9L34DF mit je 4500 kW und zwei Wärtsilä 12V34DF mit je 6000 kW sowie als Hafen- und Notdiesel ein Wärtsilä 8L20DF mit 1408 kW. Der Antrieb erfolgt durch drei ABB-Azipod-Einheiten bestehend aus einem 6-MW-Azipod im Bug und zwei 6,5-MW-Azipods im Heck, womit eine Nenngeschwindigkeit von 17 Knoten im offenen Wasser erreicht wird.

## Betrieb
Die Polaris wurde für die Eskort-Eisbrech-Operationen der nördlichen Ostsee optimiert. Der Pfahlzug und die Antriebsleistung reichen aus, um unter anderen eine ebene Eisdicke von 1,5 Metern im Dauerbetrieb zu brechen. Außerdem kann das Schiff in den Sommermonaten für Notschleppoperationen und zur Bekämpfung von Ölverschmutzungen eingesetzt werden. Dies wurde erforderlich, da der Schiffsverkehr stark zugenommen hat und zunehmend Tanker zum Öltransport aus Russland in diesem Fahrtgebiet unterwegs sind. Zu diesem Zweck wurde das Schiff mit entsprechenden Ausrüstungen zum Schleppen und zur Ölaufnahme im offenen Wasser und im Eis versehen.

## Besonderheiten
Die Polaris ist der stärkste Eisbrecher unter finnischer Flagge und der erste Eisbrecher der Welt mit Dual-Fuel-Motoren, die sowohl mit schwefelarmem Marinedieselöl als auch mit Flüssigerdgas (LNG) gefahren werden können.